# ザ・リターン・オブ・ビデオ・ゲーム・ミュージック
『ザ・リターン・オブ・ビデオ・ゲーム・ミュージック』（THE RETURN OF VIDEO GAME MUSIC）は、ナムコが1983 - 1985年にリリースしたアーケードゲームのゲームミュージックを中心に収録したアルバム。前年に発売された『ビデオ・ゲーム・ミュージック』『スーパーゼビウス』と異なり、本作に細野晴臣は関与していない。

## 解説
プロデューサーは、前2作でアルバム制作に携わってきた近藤雅信が担当。アレンジャーには上野耕路、国本佳宏、藤井丈司、飯尾芳史が参加している。
前2作にない特徴として、B面にはナムコのサウンド開発者による、ゲームミュージックを原曲としないオリジナル楽曲が4曲収録されている。現在においても珍しい試みであり、のちにこの楽曲が実際のゲームに転用されるという逆転現象も起きた。
ライナーノーツには、小沢純子による『ドルアーガの塔』BGMの開発秘話を記した「MAKING OF DRUAGA MUSIC」が掲載されている。なお、前期版と後期版とでは装丁が大きく異なっている。
当初はアナログ盤とカセットテープのみの発売であったが、1986年4月25日に『ザ・ベスト・オブ・ビデオ・ゲーム・ミュージック』として、A面のみが初CD化（『ビデオ・ゲーム・ミュージック』とカップリング収録）。2001年にはサイトロンディスクより、アルバム単体でのCD化がなされた。このCD化にあたっては、復刻版ライナーノーツのほか、当時の制作事情や収録ゲームのエピソードなどを記載した新たな冊子が同梱されている。

## 収録曲

### SIDE A
1. FANFARE FROM POLE POSITION II（作曲：大野木宜幸/編曲：上野耕路）
  - 「予選スタート・ファンファーレ」をアレンジ。
2. GROBDA（作曲：慶野由利子）
3. DIG DUG II（作曲：慶野由利子、小沢純子）
4. DRAGON BUSTER（作曲：慶野由利子）
  - 最後に未使用曲（ゲームクリア時に流れる想定の楽曲[1]）が収録されている。
5. METRO CROSS（PART I）（作曲：大野木宜幸）
6. GAPLUS（作曲：小沢純子）
7. THE TOWER OF DRUAGA（作曲：小沢純子/編曲：小沢純子、上野耕路）
  - ほぼ原曲と変わらないものの、リバーブが強調されている。

### SIDE B
1. MOOD ORGAN #27（作曲：大野木宜幸、藤井丈司/編曲：藤井丈司）
  - 曲中に『グロブダー』のバトリング開始時のボイス「GET READY」と、ミス時の効果音が使われている。
2. META MAGIC GAME（作曲：大野木宜幸/編曲：飯尾芳史）
  - のちにファミコン用ソフト『ケルナグール』に、この曲が使われている。
  - 曲中に『ドラゴンバスター』のアイテム取得音が使われている。
3. MERRY GOES AROUND（DEDICATED TO MARIKO KUNIMOTO）（作曲：大野木宜幸/編曲：国本佳宏）
  - のちにゲーム『ホッピングマッピー』に、この曲が使われている。
4. STANDARD THEME（作曲：小沢純子、上野耕路/編曲：上野耕路）
5. MECHANISM OF VISION（NINO ROTAの自画像[JERRY GOLDSMITHもそこにいる。]）（作曲・編曲：上野耕路）
  - 本アルバム中、唯一ナムコサウンド開発者が関係していない曲。ニーノ・ロータ等の曲のフレーズにインスパイアされている。上野耕路のソロアルバム『Chamber Music』（1998年）でサクソフォン四重奏により再演されている。
6. METRO CROSS（PART II）（作曲：大野木宜幸、国本佳宏/編曲：国本佳宏）
  - 『メトロクロス』のネームレジスト曲をアレンジ。